# Ілова (Люблінське воєводство)
Ілова (пол. Iłowa) — село в Польщі, у гміні Руда Гута Холмського повіту Люблінського воєводства. Населення — 121 особа (2011).

## Історія
За даними етнографічної експедиції 1869—1870 років під керівництвом Павла Чубинського, у селі здебільшого проживали польськомовні римо-католики, меншою мірою — греко-католики, які також розмовляли польською.
У 1975—1998 роках село належало до Холмського воєводства.

## Демографія
Демографічна структура станом на 31 березня 2011 року:
|          | Загалом | Допрацездатний вік | Працездатний вік | Постпрацездатний вік |
| -------- | ------- | ------------------ | ---------------- | -------------------- |
| Чоловіки | 67      | 18                 | 43               | 6                    |
| Жінки    | 54      | 11                 | 29               | 14                   |
| Разом    | 121     | 29                 | 72               | 20                   |